# Sekouba Camara
Sekouba Camara (ur. 10 sierpnia 1983) – gwinejski piłkarz grający na pozycji obrońcy.

## Kariera klubowa
W swojej karierze Camara grał w klubie AS Kaloum Star ze stolicy Gwinei, Konakry. W 2004 roku zadebiutował w jego barwach w pierwszej lidze gwinejskiej. Swój pierwszy sukces w karierze osiągnął w 2005 roku, gdy zdobył Puchar Gwinei. Z kolei w 2007 roku wywalczył zarówno mistrzostwo kraju, jak i jego puchar.

## Kariera reprezentacyjna
W reprezentacji Gwinei Camara zadebiutował w 2005 roku. W 2006 roku został powołany do kadry na Puchar Narodów Afryki 2006 i rozegrał tam jedno spotkanie, z Tunezją (3:0).